# Большеменгерское сельское поселение
Большеменгерское се́льское поселе́ние — муниципальное образование в Атнинском районе Татарстана Российской Федерации.
Административный центр — село Большой Менгер.

## История
Статус и границы сельского поселения установлены Законом Республики Татарстан от 31 января 2005 года № 15-ЗРТ «Об установлении границ территорий и статусе муниципального образования "Атнинский муниципальный район" и муниципальных образований в его составе».

## Население
| 2010  | 2011  | 2012  | 2013  | 2014  | 2015  | 2016  |
| ----- | ----- | ----- | ----- | ----- | ----- | ----- |
| 1121  | ↘1119 | ↘1103 | ↘1090 | ↘1083 | ↗1090 | ↗1093 |
| 2017  | 2018  |       |       |       |       |       |
| ↘1076 | ↘1057 |       |       |       |       |       |

## Состав сельского поселения
| № | Населённый пункт | Тип населённого пункта       | Население |
| - | ---------------- | ---------------------------- | --------- |
| 1 | Бахтияр          | деревня                      |           |
| 2 | Большой Менгер   | село, административный центр |           |
| 3 | Старый Менгер    | деревня                      |           |